# Virtus Bologna
Virtus Pallacanestro Bologna (kurz Virtus Bologna, derzeitiger Sponsorenname: Virtus Segafredo Bologna) ist ein italienischer Basketballverein aus Bologna, Region Emilia-Romagna. Er spielt in der Lega Basket Serie A und trug seine Heimspiele zeitweise in der Segafredo Arena, die sich in der Mittel der Fiera Bologna Anlage befindet. Es besteht eine intensive Rivalität zu Fortitudo Bologna, die um die Jahrtausendwende ihren Höhepunkt erreichte, als beide Vereine zu den besten Europas zählten. Seit 2019 trägt der Club seine Spiele in der temporären Basketballhalle Virtus Segafredo Arena aus. Virtus plant bis zum Herbst 2024 den Bau einer neuen Halle mit mindestens 12.000 Plätzen.

## Geschichte
Virtus wurde 1879 als Gymnastikverein gegründet. Die Basketballabteilung wurde 1920 gegründet. Virtus Bologna konnte 14 Mal die italienische Meisterschaft und acht Mal den italienischen Pokal gewinnen. Seine erfolgreichste Saison war 2000/01, als Virtus neben der italienischen Meisterschaft und dem Pokal noch die Euroleague gewann. Nach finanziellen Problemen musste Virtus 2003 absteigen, kehrte jedoch mit Hilfe der Lizenz des Zweitligavereins Progresso Castelmaggiore bereits zwei Jahre später wieder in die Lega A zurück.
In der Saison 2015/16 erfolgte der erste sportliche Abstieg aus der Serie A, nachdem man in der regulären Saison nur den 16. und damit letzten Platz erreichte  In der Saison 2016/17 der Serie A2 Est belegte man nach der regulären Saison den 2. Platz. Im Play-off-Finale gegen Triest gelang der sofortige Wiederaufstieg in die Serie A.

## Aktueller Kader
| Nr. | Nat.               | Name                | Position | Geburt     | Größe  | Info |
| --- | ------------------ | ------------------- | -------- | ---------- | ------ | ---- |
| 2   | Italien            | Matteo Accorsi      | Guard    | 13.05.2007 | 191 cm |      |
| 6   | Italien            | Alessandro Pajola   | Guard    | 09.11.1999 | 184 cm | C    |
| 11  | Vereinigte Staaten | Brandon Taylor      | Guard    | 08.01.1994 | 178 cm |      |
| 23  | /                  | Daniel Hackett      | Guard    | 19.12.1987 | 194 cm |      |
| 30  | Vereinigte Staaten | Matt Morgan         | Forward  | 07.11.1997 | 188 cm |      |
| 35  | Italien            | Mouhamet Diouf      | Center   | 09.10.2001 | 208 cm |      |
| 45  | /                  | Nicola Akele        | Forward  | 07.11.1995 | 203 cm |      |
|     | Italien            | Abramo Canka        | Guard    | 18.03.2002 | 199 cm |      |
|     | Vereinigte Staaten | Carsen Edwards      | Guard    | 12.03.1998 | 180 cm |      |
|     | /                  | Luca Vildoza        | Guard    | 11.08.1995 | 191 cm |      |
|     | Vereinigte Staaten | Derrick Alston, Jr. | Forward  | 17.09.1997 | 206 cm |      |
|     | Deutschland        | Karim Jallow        | Forward  | 13.04.1997 | 198 cm |      |
|     | /                  | Saliou Niang        | Forward  | 14.04.2004 | 199 cm |      |
|     | Serbien            | Alen Smailagić      | Forward  | 18.08.2000 | 206 cm |      |

| Nat.       | Name           | Position   |
| ---------- | -------------- | ---------- |
| Montenegro | Duško Ivanović | Head Coach |
|            |                |            |
|            |                |            |
|            |                |            |

| Abk. | Bedeutung                       |
| ---- | ------------------------------- |
| Nr.  | Trikotnummer                    |
| Nat. | Nationalität                    |
| C    | Mannschaftskapitän              |
| S    | Suspension                      |
|      | Verletzungsbedingte Inaktivität |

## Sponsorennamen
- 1975–1980: Sinudyne
- 1983–1986: Granarolo
- 1986–1988: Dietor
- 1988–1993: Knorr
- 1993–1996: Buckler
- 1996–2002: Kinder
- 2004: Carisbo Virtus
- 2004: Caffè Maxim
- 2005–2006: Vidi Vici
- 2006–2007: Vidi Vici (Serie A) / WWF Italia (Europapokal)
- 2007–2008: La Fortezza (Serie A) / Vidi Vici (Europapokal)
- 2008–2009: La Fortezza (Serie A) / BolognaFiere (Europapokal)
- 2009–2012: Canadian Solar
- 2012–2015: SAIE3
- 2015–2016: Obiettivo Lavoro
- Seit 2016: Segafredo

## Erfolge
- Europapokal der Landesmeister: 1998
- Saporta Cup: 1990
- EuroLeague: 2001
- EuroCup: 2022
- Basketball Champions League: 2019
- EuroChallenge: 2009
- Italienischer Basketballmeister: 16 Mal – 1946, 1947, 1948, 1949, 1955, 1956, 1976, 1979, 1980, 1984, 1993, 1994, 1995, 1998, 2001, 2021, 2025
- Italienischer Basketballpokalsieger: 8 Mal – 1974, 1984, 1989, 1990, 1997, 1999, 2001, 2002
- Italienischer Basketball-Supercup: 3 Mal – 1995, 2021, 2022

## Spielstätte
Seit der Gründung von Virtus Bologna wurden verschiedene Spielstätten genutzt:
| Spielstätte            | Bild | Kapazität | Nutzung   | Hinweise                                                                |
| ---------------------- | ---- | --------- | --------- | ----------------------------------------------------------------------- |
| Chiesa di Santa Lucia  |      |           | 1934–1946 | Ehemalige Katholische Kirche, heute Aula Magna der Universität Bologna  |
| Via Ravone             |      |           | 1946      | Außenspielfeld nach dem Zweiten Weltkrieg                               |
| Sala Borsa             |      |           | 1946–1957 | Börse von Bologna, heute beherbergt das Gebäude eine Bibliothek         |
| PalaDozza              |      | ca. 7.000 | 1957–1996 |                                                                         |
| Unipol Arena           |      | 8.650     | 1996–2017 | Auch bekannt als PalaMalaguti, ab 2011 Futurshow Station                |
| PalaDozza              |      | 5.570     | seit 2017 |                                                                         |
| Virtus Segafredo Arena |      | 9.980     | seit 2019 | Temporäre Spielstätte in der Messehalle 37 auf dem Messegelände Bologna |

2019 wurde zudem beschlossen, eine neue Spielstätte mit 16.000 Plätzen auf Messegelände in Bologna zu bauen.

## Bedeutende Spieler

### Nicht mehr vergebene Trikotnummern
- Roberto Brunamonti (Nr. 4; seit 1997)
- Renato Villalta (Nr. 10; seit 2005)

### Sonstige
| - Alessandro Abbio (1994–2002) - Marco Belinelli (2020–2025) - Augusto Binelli (1983–2000) - Krešimir Ćosić (1978–1980) - Predrag Danilović (1998–2000) - Manu Ginóbili (2000–2002) | - Rashard Griffith (2000–2002) - Nikos Ikonomou (1999/2000) - Marko Jarić (2000–2002) - Radoslav Nesterovič (1997–1999) - Michael Olowokandi (1999) - Konstantinos Patavoukas (1996/97) | - Micheal Ray Richardson (1988–1991) - Antoine Rigaudeau (1997–2003) - Hugo Sconochini (1997–2001) - Miloš Teodosić (2019–2023) - Bill Wennington (1991–1993) |